# Niedaschlog
Niedaschlog ist ein Kollabo-Konzeptalbum der österreichischen Rapper Ansa und MOZ, das am 5. Mai 2011 veröffentlicht wurde. Es erschien bei Twomorrow im Vertrieb von Rebeat und ist komplett in österreichischen Dialekten gehalten.

## Hintergrund
Bereits im Winter 2009 wurde mit Herrscha übas Wossa der erste Track des Albums auf YouTube herausgebracht Ein halbes Jahr später, im Mai 2010, wurde mit der Veröffentlichung von Es kennts geh, einer Coverversion von Eminems Not Afraid, das Album angekündigt. Ursprünglich war Herbst 2010 als Veröffentlichungstermin vorgesehen, dies konnte aufgrund von Verzögerungen in den Aufnahmearbeiten nicht eingehalten werden. Am Ende des Jahres 2010 kam das nächste Lied aus dem Album, Zeit, ins Internet und erreichte innerhalb weniger Tage mehrere tausend Aufrufe. Niedaschlog kam Anfang Mai auf dem Markt und ist physisch ausschließlich über die offiziellen Websites der beiden Künstler erhältlich. Die Download-Version schaffte es binnen kürzester Zeit auf Platz 1 in verschiedenen Internetportalen, sodass ein Charteinstieg auf 38 in den Ö3 Austria Top 40 ermöglicht wurde.

## Titelliste
1. Intro
2. Weita Weg
3. Ansa MOZ
4. A Tog
5. Arche
6. Wossaleich
7. Bleib grod
8. Tausend Johr Regen
9. Triumph
10. Es saufts o
11. So bitta
12. Zeit
13. Feialescha
14. Niedaschlog
15. Varruckte Ideen
16. Herrscha übas Wossa
17. Aus des wors